# L'últim vol
L'últim vol (títol original en francès, Le Dernier vol) és una pel·lícula francesa dirigida per Karim Dridi i estrenada l'any 2009. El film és una adaptació de la novel·la de Sylvian Estibal. Ha estat traduïda al català.

## Repartiment
- Marion Cotillard: Marie Vallières de Beaumont
- Guillaume Canet: lloc-tinent Antoine Chauvet
- Guillaume Marquet: capità Vincent Brosseau
- Saïdou Abatcha: Saïdou
- Frédéric Epaud: Louis
- Michaël Vander-Meiren: Vasseur
- Nabil Imtital: Tchalou
- Halimata Graille: Amana
- Mohamed Kounda: Adoua
- Mohamed Ixa: Limane